# Tor brevifilis
Tor brevifilis és una espècie de peix cipriniforme de la família dels ciprínids que es troba a la Xina, Vietnam, Laos i Tailàndia.